# Machbet
Machbet (hebr. מַחְבֵּט, dosł. „nietoperz”) – izraelski samobieżny zestaw przeciwlotniczy bazujący na amerykańskim samobieżnym dziale przeciwlotniczym M163 PIVADS. Konstrukcja rozwinięta i produkowana przez Israel Aerospace Industries (IAI), składa się z działka M168 Vulcan i wyrzutni pocisków FIM-92 Stinger. W służbie Sił Obronnych Izraela od 1998 roku do 2006 roku.
Zestawy Machbet wykorzystywane były między innymi podczas operacji „Ochronny Mur” na Zachodnim Brzegu.

## Opis
W latach 90. XX wieku w zakładach IAI prowadzono badania nad zwiększeniem potencjału posiadanych M163 PIVADS. Już podczas wojny libańskiej armia izraelska wykorzystywała systemy M163 PIVADS nie tylko do obrony przeciwlotniczej, ale także do wspierania działań sił lądowych .
Pierwszy prototyp systemu Machbet został zaprezentowany armii w 1997 roku. W tym samym roku jeden z batalionów obrony przeciwlotniczej Sił Powietrznych Izraela rozpoczął szkolenia z użytkowania nowego zestawu. Rok później zadecydowano o przyjęciu systemów Machbet do służby.
Obrotowa wieża pojazdu została zintegrowana z działkiem M168 Vulcan kalibru 20 mm oraz wyrzutnią pocisków przeciwlotniczych FIM-92 Stinger. Działko ma zasięg do 3,5 km, może prowadzić ogień seriami po 10, 30, 60 lub 1000 pocisków oraz może być zasilane amunicją przeciwpancerno-zapalającą lub odłamkowo-burzącą. Działko jest stabilizowane w dwóch płaszczyznach, dzięki czemu można go używać, kiedy pojazd jest w ruchu. Wyrzutnia mieściła cztery pociski typu Stinger o zasięgu ok. 4,5 km.
Machbet został wyposażony w aktywny radar namierzania i ataku. Konstrukcja nie ma pokładowego radaru wykrywającego cele. W związku z tym cel musi zostać zlokalizowany przez załogę pojazdu lub towarzyszący pojazd z radarem. W celu poprawy możliwości i zdolności komunikacji systemu Machbet zintegrowano go z systemem radarowym EL/M-2106. Zmodyfikowano również elektrooptyczne systemy celowania i dodano kamery typu FLIR.
Machbet napędzany był silnikiem Diesla General Motors 6V53 diesel o mocy 215 KM i mógł poruszać się z maksymalną prędkością 68 km/h. W związku ze zdolnościami amfibijnymi pojazd mógł pokonywać przeszkody wodne z prędkością ok. 5 km/h. Masa pojazdu to 12,5 t, długość 4,8 m, szerokość 2,8 m, a wysokość około 3 m.

## Użytkownicy
Izrael
Siły Obronne Izraela wykorzystały Machbety między innymi w trakcie operacji „Ochronny Mur” podczas intifady Al-Aksa. Do działań sił lądowych zaangażowano wówczas trzy bataliony obrony przeciwlotniczej Sił Powietrznych Izraela (m.in. 66 batalion przeciwlotniczy). Armia uznała, że użycie czołgów w terenach zurbanizowanych na Zachodnim Brzegu (np. Ramallah i Nablus) może wiązać się z dużymi stratami, ale bojowe użycie działka M168 może zapewnić piechocie niezbędne wsparcie. Machbety były bardziej zwrotne i szybsze. Po operacji wojskowi docenili mobilność zestawów oraz siłę ognia działek. Mimo to w 2006 roku podjęto decyzję o ich wycofaniu ze służby  .
Machbety były również wykorzystywane przez armię izraelską w „strefie bezpieczeństwa” w południowym Libanie .